# Pratitnagar
Pratitnagar is een census town in het district Dehradun van de Indiase staat Uttarakhand. 

## Demografie
Volgens de Indiase volkstelling van 2001 wonen er 7078 mensen in Pratitnagar, waarvan 50% mannelijk en 50% vrouwelijk is. De plaats heeft een alfabetiseringsgraad van 70%. 